# Независимост (1989 – 1990)
Вестник „Независимост” е първият независим вестник в България след 10 ноември 1989 г., съществувал до 1990 г. Негов създател, главен редактор и издател е Ганчо Марков Ганчев – журналист и писател.

## История
Първият брой на в. „Независимост” излиза на 16 ноември 1989 г. във вид на компютърна разпечатка. Списан е от Ганчо Ганчев с помощта на компютърния специалист Емил Ангелов в мазето на къща на ул. „Бузлуджа” 40 в София (към 2022 г. на нейно място има жилищен блок). Поради липсата на размножителна техника (при социализма няма обществени копирни машини, а всички възможности за печат са строго контролирани от властта) двамата успяват да разпечатат на матричния принтер на Ангелов едва три екземляра. 
Два дена по-късно, в деня на първия демократичен митинг – 18 ноември 1989 г. Ганчо Ганчев подарява едната от разпечатките на бъдещия президент Желю Желев, когото среща случайно на път за митинга, а останалите два екземпляра залепя на две от емблематичните места за българското дисидентство – колоните на „Кристал”, където става побоят над Екогласност, и до Полския културен център, намиращ се тогава на бул. „Руски” (днес „Цар Освободител”). Пред залепените екземпляри през целия ден се събират множество читатели и благодарение на тази своеобразна „охрана” бдителната власт не успява да премахне разпечатките чак до вечерта. Така се ражда идеята първият свободен седмичник да се разлепя като дацзибао по софийските улици.
Впоследствие разпространението на в. „Независимост” се „усъвършенства”, като разпечатките се залепят на специални картони, които сутрин се окачват на определени места из София, а вечер се прибират. Появяват се и доброволци от провинцията, които всеки четвъртък идват на ул. „Бузлуджа” 40 – от Червен бряг, дори от Варна и Бургас, записват странирания вестник на дискети (тогава големи цяла педя), а на следващия ден разпечатват екземляри на личните си принтери и ги разлепят по улиците на своите градове. Така „Независимост” става достояние и на демократичните сили извън столицата. В този вид излизат 21 броя на вестника – всеки четвъртък до началото на април 1990 г.
С течение на времето към вестника се присъединяват и оставят имената си по стените членовете на новосъздадената редколегия: Валентин Вълчев, Васил Станилов, Веселин Дзивев, Димитър Ленгечев, Ивайло Василев, Корнелия Божанова, Мариана Димитрова. Фотограф е Симон Варсано, а художник и карикатурист - Чавдар Николов. В компютърния вариант на вестника се публикуват за първи път редица опозиционни и архивни документи.
На 12 април 1990 г. излиза първият печатен брой на вестника (под № 22), като за целта Ганчо Ганчев и членовете на редколегията създават „Профсъюз на вестникарите” - като обществена организация издател на вестника, тъй като тогава частната издателска дейност все още не е уредена законодателно. Първият и следващите печатни броеве на „Независимост” се отпечатват в 50-хилядни тиражи със собствени средства на редколегията и с дарения от обикновени граждани. Всички екземпляри се изкупуват мълниеносно от жадните за свободно слово читатели.
В печатен вид вестникът излиза само в 8 броя поради липса на хартия, която по това време се разпределя все още централно от комунистическата власт и лично от министър-председателя Андрей Луканов. Последният, 29-ти брой на в. „Независимост” излиза на 7 юни 1990 г., само няколко дни преди първите демократични избори. 
Първият компютърен брой, част от другите нелегални броеве във вид на компютърни разпечатки, както и всички печатни броеве (заедно с дигиталните им копия) се съхраняват в Националната библиотека „Св. св. Кирил и Методий” в София ( Сигнатура В 6136). Оригинален картон със залепени разпечатки от броеве 1-21 се съхранява в Регионален исторически музей в София, ННИ Колекция „Вестници и списания. Единични броеве“, Инв. No.1479.